# گروه لیپو
گروه لیپو (انگلیسی: Lippo Group) شرکت خوشه‌ای اندونزیایی است، که در سال ۱۹۵۰ توسط مختار ریادی تأسیس شد.